# Wał Stobniański
Wał Stobniański (tuż po 1945 roku nosił nazwę Pasma Broń-Siadło przekształconą w dzisiejszą – Wał Bezrzecze-Siadło) t. Wał Bezleśny – wysoczyzna morenowa Pobrzeża Szczecińskiego, położona na zachód i południe od centrum Szczecina. Leży w powiecie polickim (województwo zachodniopomorskie) na terenie gmin Dobra i Kołbaskowo, a także częściowo w obszarze miejskim Szczecina – osiedla Bezrzecze i Gumieńce.

## Charakterystyka
Zajmuje powierzchnię ok. 60 km². Rozciąga się łukiem na przestrzeni ok. 15 km – od północnego krańca na pograniczu Wołczkowa i Bezrzecza (40–68 m n.p.m.), przez kulminację w okolicy Warnika (Mała Góra, 88 m n.p.m.), kończy się na brzegu Odry Zachodniej pomiędzy Siadłem Dolnym i Moczyłami (kraniec południowy; ok. 68 m n.p.m.). Wraz ze Wzgórzami Warszewskimi wchodzi w skład Wzniesień Szczecińskich. Wysoczyzna oddzielona jest Doliną Dolnej Odry od leżących na wschód moren Wzgórz Bukowych pokrytych Puszczą Bukową.
W znacznej części tereny rolnicze o bardzo urozmaiconej powierzchni z rozległymi panoramami Szczecina i doliny Odry. Miejscami, wbrew nazwie, zalesiony i porośnięty roślinnością kserotermiczną. Wytyczone liczne trasy rowerowe. Nad stromym brzegiem Odry Zachodniej 23 stycznia 1973 utworzony został krajobrazowy rezerwat przyrody Wzgórze Widokowe nad Międzyodrzem, o powierzchni 4,19 ha. 16 lutego 2023 przy południowym skraju Wału w okolicy opuszczonego dawnego folwarku Krasowo wsi Kamieniec utworzono rezerwat przyrody Kamienieckie Wąwozy im. prof. Janiny Jasnowskiej. Na południe i wschód od Wału leży Park Krajobrazowy Doliny Dolnej Odry.
We wsiach posadowionych na Wale wiele cennych zabytków sztuki sakralnej (kościoły i cmentarze), a także liczne znaleziska archeologiczne, np. w Kamieńcu i Siadle Górnym (grodziska czy czterokilogramowy skarb monet i ozdób); także pomnikowe okazy drzew. Przed ok. 200 laty rejon znany z uprawy winorośli na południowych stokach wzniesień (Siadło Dolne). Podczas I wojny światowej pomiędzy Siadłem Dolnym a Górnym wydobywano węgiel brunatny. Południowy skraj wysoczyzny przecina autostrada A6.

## Turystyka

### Punkty widokowe
- Morenka – przy autostradzie A6
- Młyńska Góra – koło Siadła Dolnego
- Barnisławiec – wzgórza przy drogach z Barnisławia i Pommellen
- Gołkowo – uroczysko między Będargowem, Bobolinem i Stobnem
- Karwowo – okolice dawnej żwirowni
- Święta Góra w uroczysku Czarna Chata
- Dolina Łez – uroczysko między granicą, Kołbaskowem i Barnisławcem.

Rozległe panoramy Międzyodrza i Szczecina rozciągają się także z dróg lokalnych m.in.: Siadło Dolne-Kurów, Moczyły-Kamieniec oraz Smolęcin-Karwowo. 

### Szlaki turystyczne
- [proj.] (Moczyły - Wilcze Kępy - Morenka - Siadło Dln. /Młyńska Góra/ - Kurów - Kan.Kurowski - Ustowo - Pomorzany /pętla tram./)
- Szlak Graniczny im. A. Marcinkowskiego (Dobra Sz. - Lubieszyn - Bobolin - proj.: Gołkowo - Będargowo - Barnisław - Barnisławiec - Karwowo - Przecław)
- [proj.] (Gumieńce /pętla tram./ - Mierzyn Pod Lipami - Stobno - Gołkowo - Bobolin - Barnisławiec - Kołbaskowo)
- Szlak rowerowy Bielika (Trasa „Odra-Nysa” - Pargowo - Uroczysko Czarna Chata - Moczyły - Morenka - Siadło Dln. - Kurów - Ustowo - Pomorzany)
- [proj.] Szlak rowerowy Casekow-Penkun-Odra (Casekow - Penkun - Barnisław - Warnik - Karwowo - Będargowo - Warzymice - Gumieńce /Reda/)
- [proj.] (Gumieńce /Reda/ - Przecław - Kołbaskowo - Rosówek - Trasa „Odra-Nysa”)
- [proj.] (Gumieńce /Reda/ - Ostoja - Stobno - Będargowo - Przecław - Kurów - Na Klifie - Siadło Dln. - Siadło Grn. - Kołbaskowo - Barnisławiec - (Barnisław) - Bobolin - Lubieszyn - Dołuje - Mierzyn - Gumieńce /Reda/)
- [proj.] (Gumieńce /Reda/ - Warzymice - Karwowo - Smolęcin - Kołbaskowo - Siadło Grn. - Siadło Dln. - Na Klifie - Kurów - Ustowo - Gumieńce /Reda/)
- [proj.] (Jez.Głębokie - Bezrzecze - Skarbimierzyce - Stobno - Kościno)
- [proj.] (Gumieńce /Reda/ - Warzymice - Karwowo - Warnik - Bobolin - Dołuje - Dobra - Jez. Świdwie - Trzebież)
- [proj.] (Kołbaskowo - Moczyły - Kamieniec - Krasowo - OŁ „Bażant” - Pargowo)

## Galeria

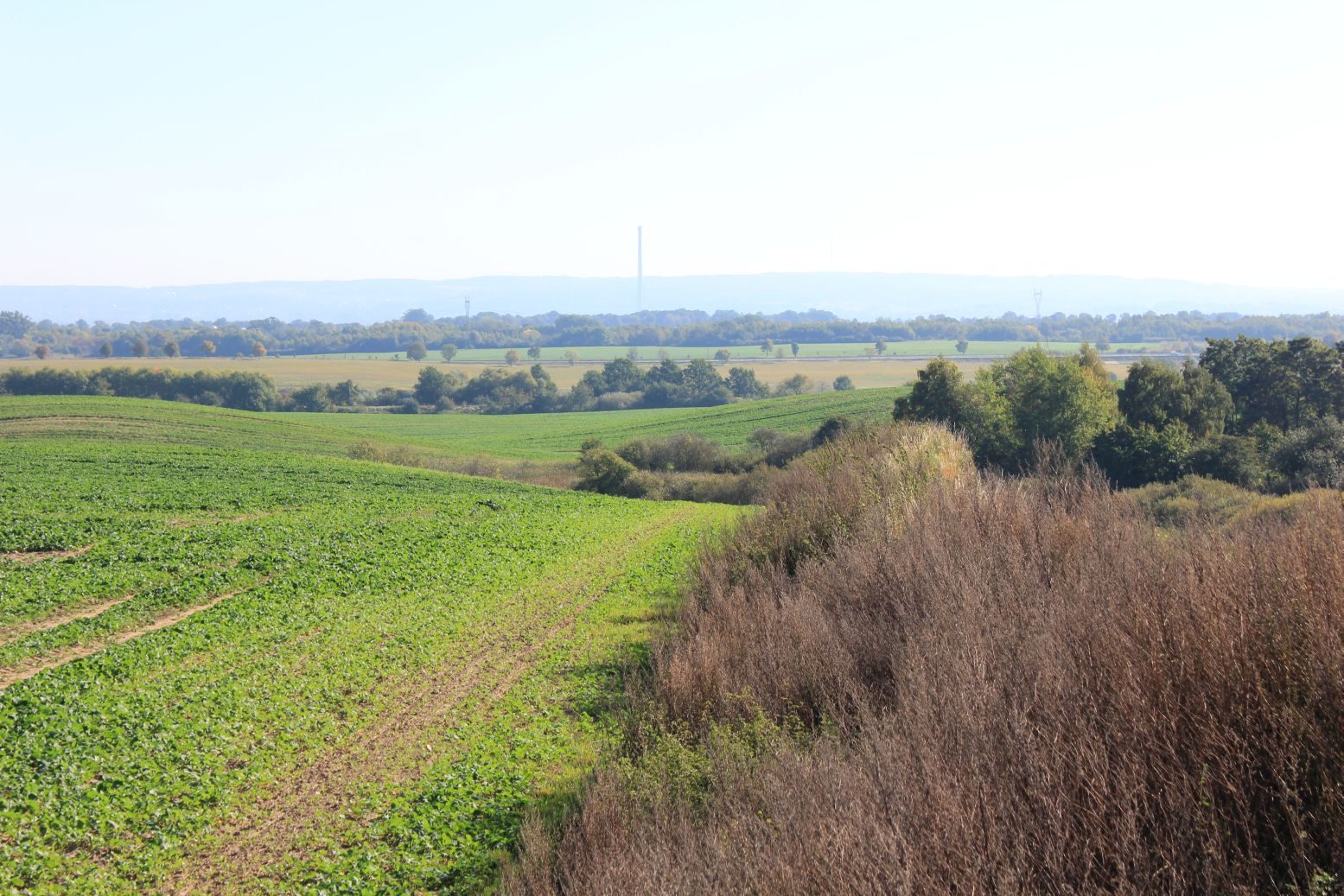
Okolice Karwowa (w tle Wzgórza Bukowe)
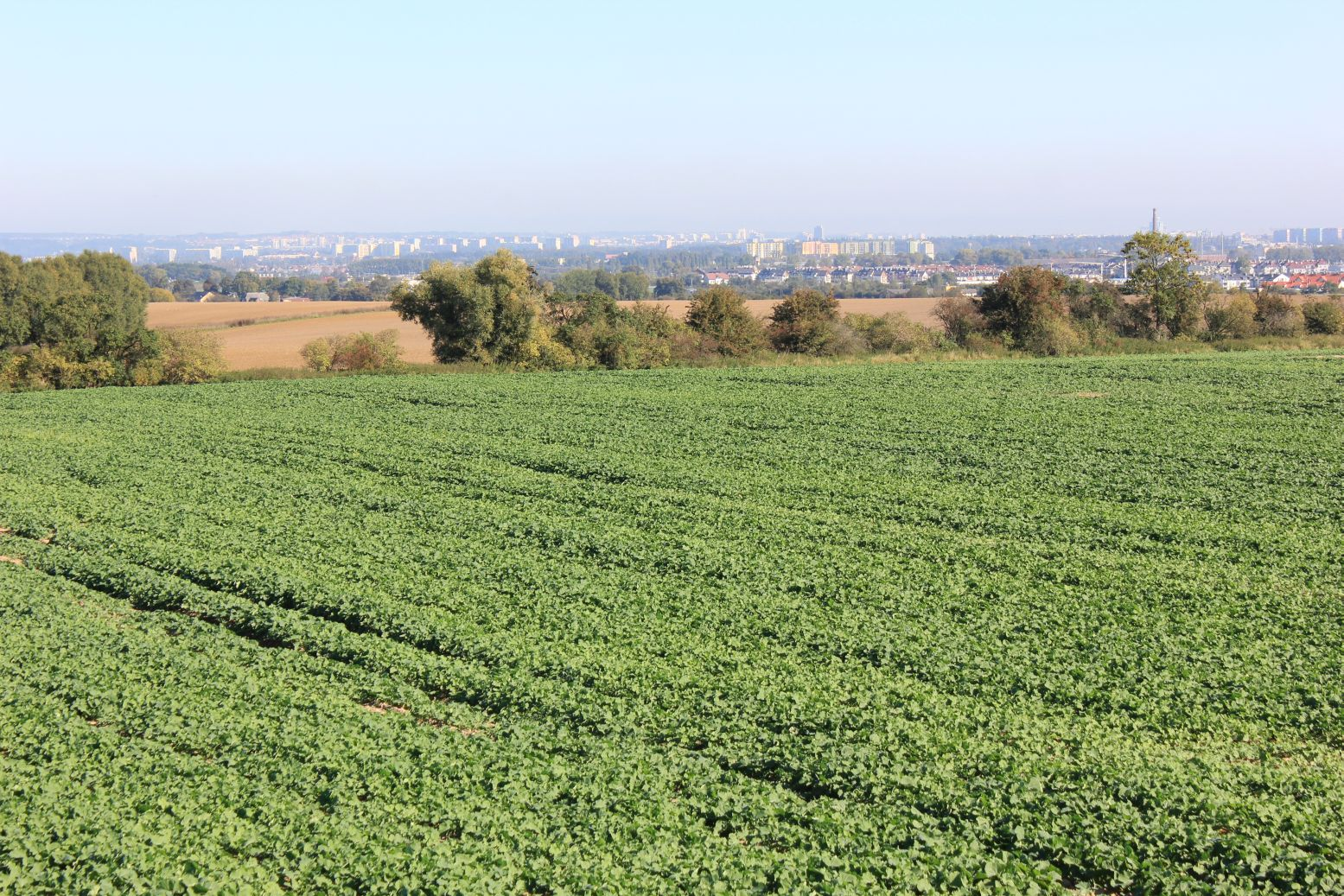
Okolice Karwowa (w tle Szczecin)
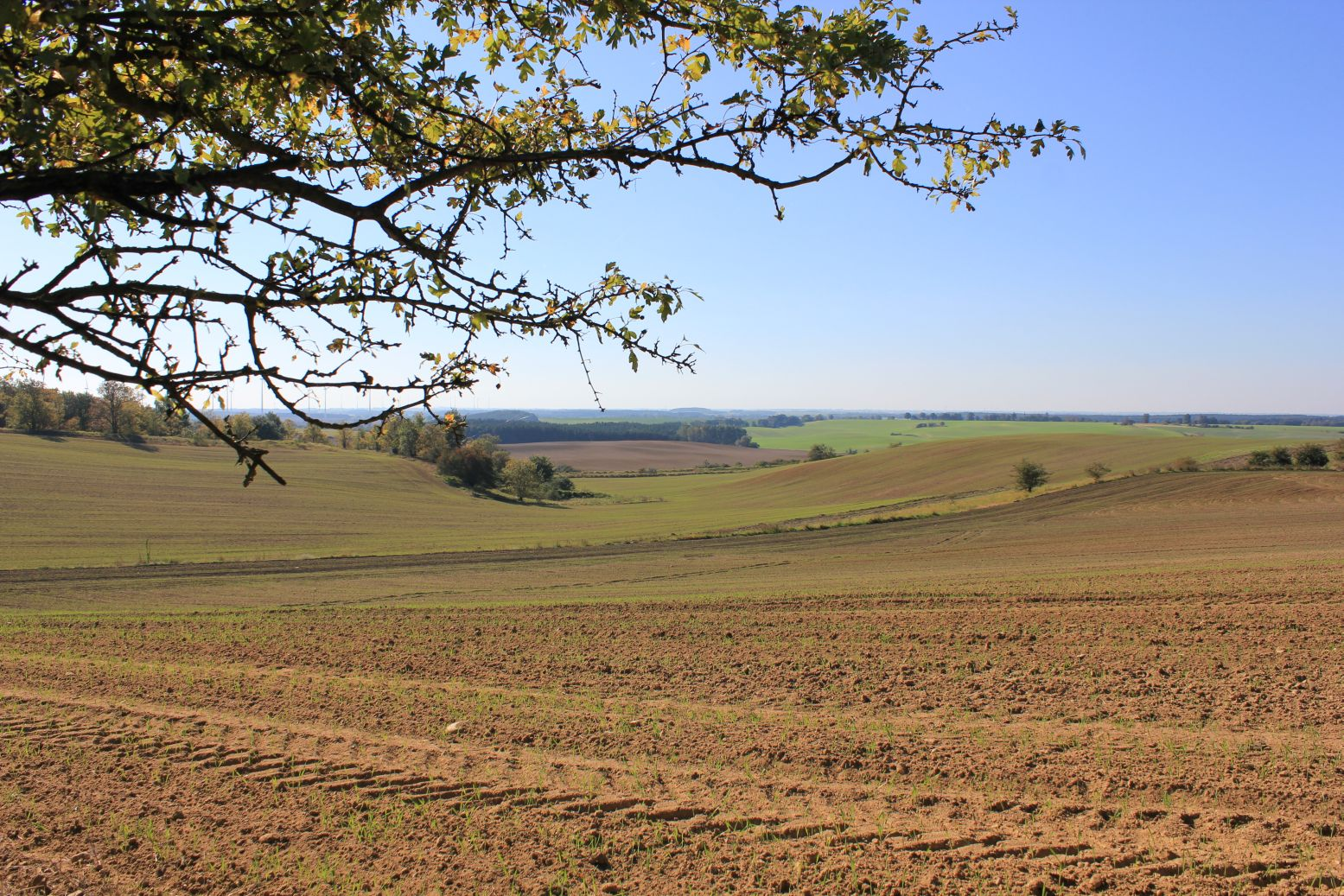
Barnisławiec